# Nabis rugosus
Nabis rugosus är en insektsart som först beskrevs av Carl von Linné 1758.  Nabis rugosus ingår i släktet Nabis, och familjen fältrovskinnbaggar. Arten är reproducerande i Sverige.

## Bildgalleri

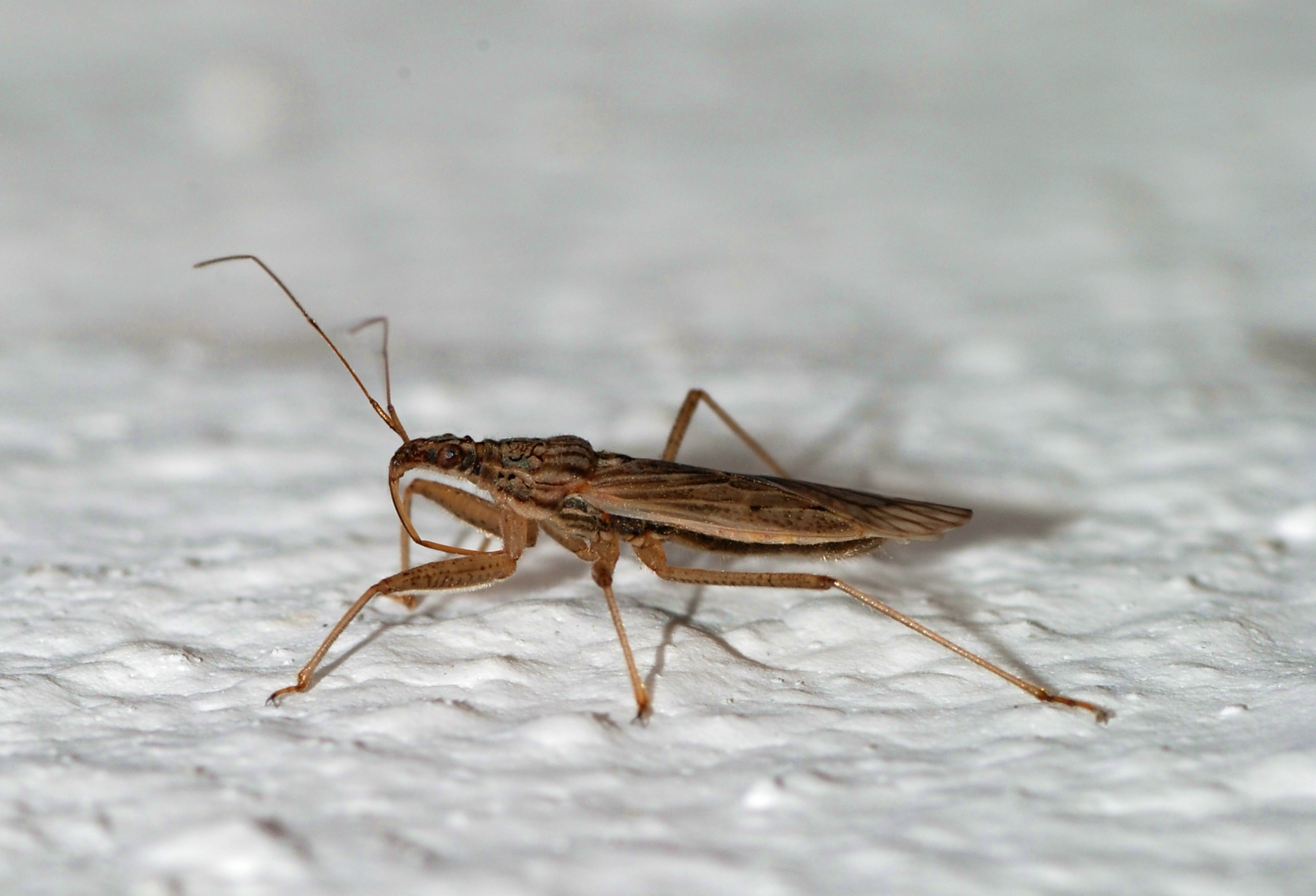
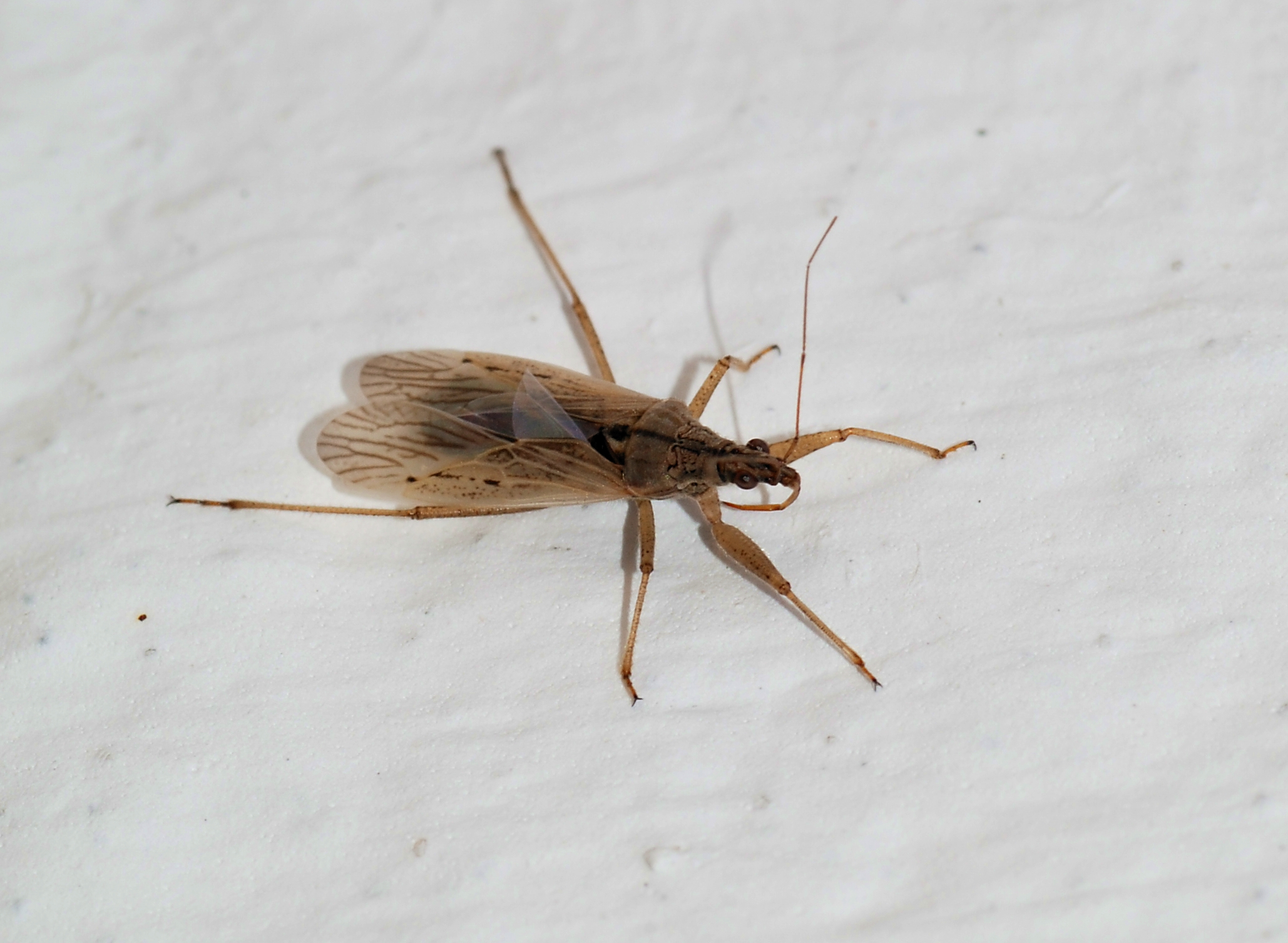
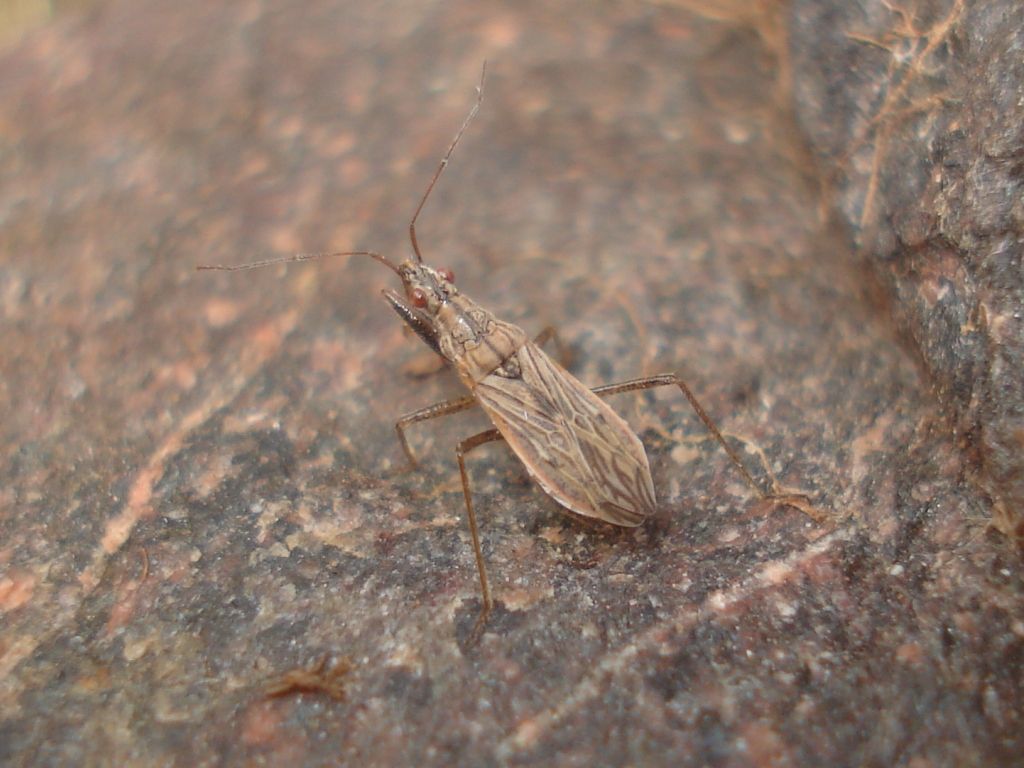
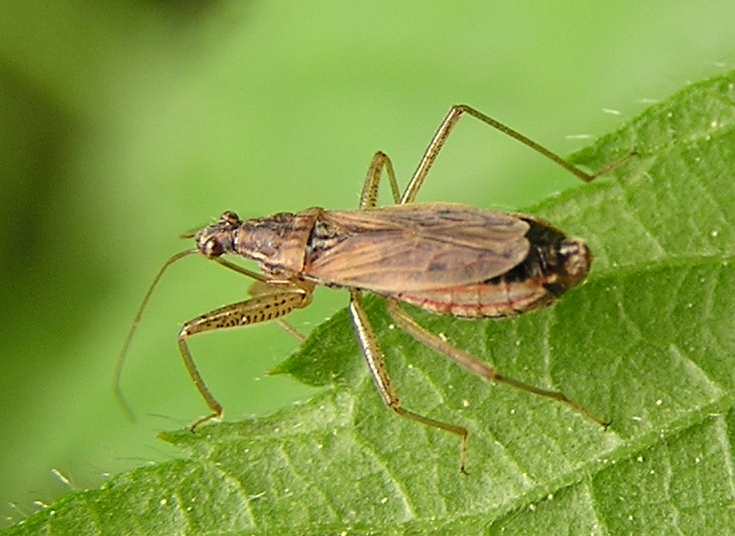
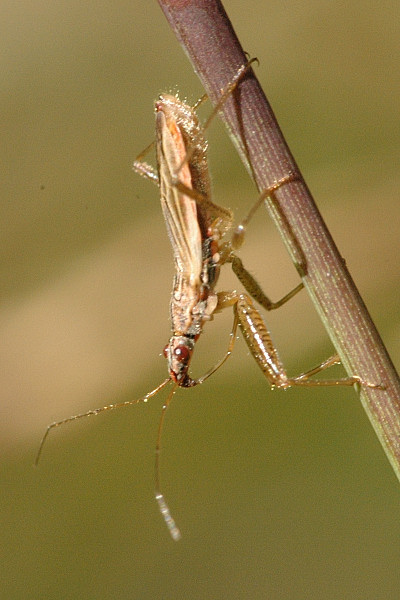
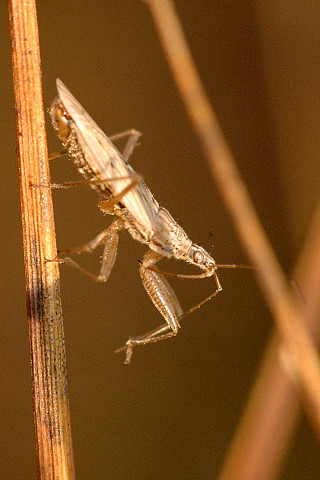